# Bessemer Bend
Bessemer Bend è un census-designated place degli Stati Uniti d'America, situato nella Contea di Natrona nello stato del Wyoming. Nel censimento del 2000 la popolazione era di 170 abitanti. Appartiene all'area metropolitana di Casper.

## Geografia fisica
Secondo i rilevamenti dell'United States Census Bureau, la località di Bessemer Bend si estende su una superficie di 4,0 km², tutti occupati da terre.

## Popolazione
Secondo il censimento del 2000, a Bessemer Bend vivevano 170 persone, ed erano presenti 45 gruppi familiari. La densità di popolazione era di 42,1 ab./km². Nel territorio comunale si trovavano 74 unità edificate. Per quanto riguarda la composizione etnica degli abitanti, il 93,53% era bianco, il 2,94% era nativo, il 2,94% apparteneva ad altre razze e lo 0,59% a due o più. La popolazione di ogni razza ispanica corrispondeva al 5,29% degli abitanti.
Per quanto riguarda la suddivisione della popolazione in fasce d'età, il 22,4% era al di sotto dei 18, l'8,2% fra i 18 e i 24, il 22,9% fra i 25 e i 44, il 34,1% fra i 45 e i 64, mentre infine il 12,4% era al di sopra dei 65 anni di età. L'età media della popolazione era di 44 anni. Per ogni 100 donne residenti vivevano 117,9 uomini.